# Oskar Fuchs
Oskar Fuchs von Diebitsch, auch Oscar Fuchs (* 9. Januar 1866 in Altona; † 19. Oktober 1927 in Berlin-Charlottenburg) war ein deutscher Schauspieler.

## Leben
Über Fuchs ist nur sehr wenig bekannt. Er hatte zunächst, wohl ab Mitte der 1880er Jahre, Theater in der deutschen Provinz (u. a. in Düsseldorf, Gera, Görlitz sowie zehn Jahre in Freiburg im Breisgau), aber auch in Berlin gespielt, ehe er zu Beginn der 1910er Jahre zum Film wechselte. Bis zum Ausbruch des Ersten Weltkriegs erhielt er Hauptrollen in mehreren Kriminal- und Sensationsfilmen. Mit dem Multimillionär Lincoln in der gleichnamigen Reihe 1912/13 spielte Fuchs sogar in einer speziell auf ihn zugeschnittenen Filmfolge.
Seit 1914 verschrieb er sich wieder der Bühne und trat nur noch sporadisch vor die Kamera. Fuchs hatte sich auch als Schauspieler-Funktionär betätigt; so war er zeitweise gewählter Vorsitzender des Rechtsschutzbüros der Genossenschaft Deutscher Bühnen-Angehöriger.

## Filmografie
- 1912: Zwischen zwei Herzen
- 1912: Der Totentanz
- 1912: Der Smaragd
- 1912: Die Mauritiusmarke
- 1912: Die Dame in Schwarz
- 1913: Der Doppelgänger
- 1913: Lincoln als Deckenläufer
- 1913: Radium
- 1915: Der Strumpf
- 1920: Ninon de Lenclos
- 1920: Der Pokal der Fürstin
- 1921: Ein ungeklärter Fall
- 1925: Die zweite Mutter